# 市場町山野上
市場町山野上（いちばちょうやまのうえ）は、徳島県阿波市の大字。2010年10月1日現在の人口は584人、世帯数は203世帯。郵便番号は〒771-1624。

## 地理
阿波市の南部に位置。西は市場町市場・市場町香美、北は市場町興崎・市場町切幡、東は市場町大野島に接する。
当地は東西に走る徳島県道12号鳴門池田線に沿って発展している。高野山真言宗の大野寺は、天智天皇の勅願により、同天皇2年(663年)に現寺域の西方、大野島御所原に創建されたとされる。

### 河川
- 柿ノ木谷川
- 鶯谷川

### 小字
- 大西
- 白坂
- 末広
- 立石
- 中山

## 歴史
- 2005年（平成17年）4月1日 - 阿波郡市場町が阿波町・板野郡土成町・吉野町と合併して阿波市となり、住所表記は「阿波郡市場町大字山野上字（字名）」から「阿波市（字名）」（大西は、阿波市内での住所表記重複を避けるため山野上大西）となる。
- 2007年（平成19年）1月1日 - 住所表記を「阿波市市場町山野上字（字名）」に変更（山野上大西は「山野上字大西」）し、現在の表記となる。

## 施設
- 大野寺
- 山野上城址 - 細川頼春、細川頼之などが城主となる。
- 八幡神社
- 王子神社
- 松尾神社
- 山野上農村公園

## 交通

### 道路
都道府県道
- 徳島県道12号鳴門池田線